# Régis Roy
Régis Roy, né à Ottawa (Canada-Ouest) le 16 février 1864 et mort dans la même ville le 23 août 1944, est un écrivain et dramaturge franco-ontarien. Il écrit parfois sous le pseudonyme de Willy de Grécourt.

## Biographie
Régis Roy effectue ses études à l’École centrale d'Ottawa et à l’Académie De La Salle. Il fait sa carrière comme fonctionnaire au Gouvernement du Canada, d'abord au ministère de l'Agriculture (1882-1884) puis au ministère de la Marine et des Pêcheries jusqu'en 1939. Il est membre du Cercle littéraire de l’Institut canadien-français d'Ottawa, de la Société historique franco-américaine et de la Société des auteurs dramatiques de Paris. Il écrit des chroniques et articles dans plusieurs journaux et périodiques, dont Le Bulletin des recherches historiques, Le Droit, Le Pays laurentien, La Revue canadienne, Les Mémoires de la Société royale du Canada, Le Monde illustré et La Revue moderne. Entre janvier 1893 et octobre 1896, il a fait paraître 22 contes et nouvelles dans Le Monde illustré. Il est possible de séparer en deux catégories les contes de l’auteur, soit ceux qui s’inspirent directement de l’histoire canadienne-française et ceux qui sont inspirés d’anecdotes de la vie de l’auteur ou de son entourage. Ses pièces comiques sont jouées dans les théâtres du Québec et de l'Ontario français avec celles de Louis Fréchette, Félix-Gabriel Marchand, et Ernest Doin,. Marié à Marie-Célina Corbeil en 1896, il est père de six enfants.

## Thématique et esthétique
Régis Roy est l'un des premiers artisans de la littérature franco-ontarienne né en Ontario et l'un des plus prolifiques. Il écrit de nombreuses pièces de théâtre comique, contes, nouvelles et romans. Il rédige également divers ouvrages d’histoire et d’héraldique. Il peut aussi être considéré comme humoriste, ayant créé de nombreux monologues, sketches et farces. Dans son œuvre comique, il dépeint la nature humaine avec ses qualités et ses défauts, pour ce qu’elle est et sans moraliser. Il explore les thèmes de l'identité canadienne, de la langue, de la place des femmes, du rôle de l'écriture et de la survivance des francophones, qui seront exacerbés dans les débats sociaux aux époques suivantes. Ses nouvelles « Un crime caché » ou « L'émigré » demeurent particulièrement contemporaines.

## Œuvres[9]

### Théâtre
- 1896 - On demande un acteur
- 1896 - Consultations gratuites
- 1896 - Le Sourd ou L'Auberge pleine
- 1897 - Nous divorçons
- 1899 - L’Auberge du numéro 3
- 1906 - La Cause de Baptiste
- 1908 - La visite de Champoireau
- 1910 - Pour le premier prix
- 1930 - L’Oncle de Baptiste

### Littérature
- 1897 - Le cadet de La Vérendrye ou Le trésor des montagnes de roches
- Les joyeux petits contes canadiens, Ottawa, The Mortimer Co. Limited, 1906  (Wikisource)
- 1914 - Issacet Alexandre Berthier, capitaine au Régiment de Carignan
- 1915-1918 - Armorial du Canada français, vol. 2
- 1916 - L’Épluchette
- 1916 - La famille d'Ailleboust
- 1925 - Le Régiment de Carignan: son organisation et son expédition en Canada
- 1926 - Le secret de l’amulette (cet ouvrage est en fait une réédition de Le cadet de La Vérendrye)
- 1928 - Joyeux Propos de Gros-Jean
- 1928 - Le Manoir hanté
- 1931 - La Main de fer

### Archives
- Fonds Régis Roy (P245) conservé par le Centre de recherche en civilisation canadienne-française
- Fonds Régis Roy (MSS154) conservé par le centre d'archives de Gatineau de Bibliothèque et Archives nationales du Québec